# Puchar Polski Strongman: Eliminate Your Opponent Cup 2007
Puchar Polski Strongman: Eliminate Your Opponent Cup 2007 – cykl indywidualnych zawodów polskich siłaczy, rozgrywanych systemem pucharowym w 2007.
Odbyły się dwie imprezy z cyklu Puchar Polski Strongman: Eliminate Your Opponent Cup 2007.

## Pierwsze zawody
Data: 3 sierpnia 2007

Miejscowość: Ustronie Morskie
WYNIKI ZAWODÓW:
| Miejsce | Zawodnik          |
| ------- | ----------------- |
| 1.      | Damian Sierpowski |
| 2.      | Waldemar Baran    |
| 3.      | Rafał Sobociński  |
| 4.      | Jacek Ostrowski   |
| 5.      | Tomasz Kowal      |
| 6.      | Jarosław Nowacki  |

## Drugie zawody
Data: 4 sierpnia 2007

Miejscowość: Międzyzdroje
WYNIKI ZAWODÓW:
| Miejsce | Zawodnik           |
| ------- | ------------------ |
| 1.      | Damian Sierpowski  |
| 2.      | Kryspin Rozum      |
| 3.      | Ireneusz Kuraś     |
| 4.      | Jarosław Nowacki   |
| 5.      | Waldemar Baran     |
| 6.      | Tomasz Kowal       |
| 7.      | Michał Szymerowski |
| 8.      | Jacek Ostrowski    |
| 9.      | Robert Lipiński    |
| 10.     | Rafał Sobociński   |